# Marathon van Madrid 1993
De marathon van Madrid 1993 werd gelopen op zondag 25 april 1993. Het was de zestiende editie van deze marathon.
De overwinning bij de mannen ging naar de Tsjecho-Slowaak Martin Vrabel in 2:16.13. Bij de vrouwen was de Portugese Alzira Lario het snelste in 2:43.28. Zij had hiermee een ruime minuut voorsprong op Spaanse Aurora Perez, die in 2:44.48 finishte.

## Uitslagen

### Mannen
| rang   | naam                   | land | tijd    |
| ------ | ---------------------- | ---- | ------- |
| Goud   | Martin Vrabel          | TCH  | 2:16.13 |
| Zilver | Andrey Ostanin         | RUS  | 2:16.19 |
| Brons  | Vicente Anton          | ESP  | 2:16.31 |
| 4      | Jose Cesar Desouza     | BRA  | 2:16.38 |
| 5      | Enrique Cortinas       | ESP  | 2:18.14 |
| 6      | Aleksandr Krestyaninov | RUS  | 2:18.21 |
| 7      | Sergey Krestyaninov    | RUS  | 2:18.25 |
| 8      | Janusz Wojcik          | POL  | 2:18.45 |
| 9      | Stanislaw Cembrzynski  | POL  | 2:19.11 |
| 10     | Leonid Shvetsov        | RUS  | 2:19.29 |
| 12     | Francisco Pastor       | ESP  | 2:20.44 |
| 15     | Ramiro Matamoros       | ESP  | 2:21.39 |
| 17     | Sergey Prokorov        | RUS  | 2:24.50 |

### Vrouwen
| rang   | naam                 | land | tijd    |
| ------ | -------------------- | ---- | ------- |
| Goud   | Alzira Lario         | POR  | 2:43.28 |
| Zilver | Aurora Perez         | ESP  | 2:44.48 |
| Brons  | Faustina-Maria Ramos | ESP  | 2:50.54 |
| 4      | Joaquina Casas       | ESP  | 2:55.48 |
| 5      | Anna Solecka         | POL  | 2:57.45 |
| 6      | Nadezhda Gumerova    | KAZ  | 2:58.36 |
| 7      | Maria Jesus Trenado  | ESP  | 2:59.18 |

1978 ·
1979 ·
1980 ·
1981 ·
1982 ·
1983 ·
1984 ·
1985 ·
1986 ·
1987 ·
1988 ·
1989 ·
1990 ·
1991 ·
1992 ·
1993 ·
1994 ·
1995 ·
1996 ·
1997 ·
1998 ·
1999 ·
2000 ·
2001 ·
2002 ·
2003 ·
2004 ·
2005 ·
2006 ·
2007 ·
2008 ·
2009 ·
2010 ·
2011 ·
2012 ·
2013 ·
2014 ·
2015 ·
2016 ·
2017